# Bring Me the Horizon
Bring Me The Horizon — британський рок-гурт з міста Шеффілд, заснований 2004 року. Наразі[коли?] гурт складається з вокаліста Олівера Сайкса, гітариста Лі Малії, басиста Метта Кіна, барабанщика Метта Ніколлса. Вони підписали контракт з RCA Records в усьому світі і Columbia Records суто в Сполучених Штатах.
Гурт випустив свій дебютний альбом Count Your Blessings у 2006 році. Після релізу дезкор-звучання альбому розділило слухачів і було зустрінуте здебільшого критикою та презирством. Гурт почав відходити від цього звучання зі своїм другим альбомом Suicide Season (2008), який вважається творчим, критичним поворотним пунктом для гурту. Bring Me the Horizon випустили свій третій альбом There Is a Hell, Believe Me I've Seen It. There Is a Heaven, Let's Keep It a Secret. у 2010 році, що приніс їм міжнародну популярність, поєднавши в собі впливи класичної музики, електроніки та попу. Їхній дебютний альбом на головному лейблі Sempiternal (2013) отримав Золоту сертифікацію в Австралії (35 000) та Срібну у Великій Британії (60 000). That's the Spirit (2015) дебютував на другому місці в UK Albums Chart та американському Billboard'200 Їхній шостий студійний альбом Amo (2019) став їхнім першим хітовим альбомом у Великій Британії. Того ж року гурт також випустив альбом Music to Listen To... (2019). Post Human: Survival Horror вийшов у 2020 році, перший із запланованої серії з чотирьох проєктів під назвою Post Human. Гурт також випустив два міні-альбоми та два концертних альбоми. Вони отримали чотири Kerrang! Awards, в тому числі дві за Найкращий Британський гурт і одну за Найкращий Живий гурт, і були номіновані на дві премії Греммі. Гурт продав понад 5 мільйонів записів в усьому світі і очолив список виконавців за кількістю перших місць в UK Rock & Metal Singles Chart з такими піснями, як «Throne,«Drown», «Mantra» та «Parasite Eve».
Стиль їхньої ранньої творчості, включаючи дебютний альбом Count Your Blessings, був описаний насамперед як дезкор, але протягом декількох альбомів гурт змінив свій стиль і рухався в більш мелодійно-орієнтованому напрямку, поєднуючи свій підхід до металкору з елементами електроніки, поп і хіп-хопу.

## Історія

### Заснування та ранні роботи (2002—2006)
Учасники-засновники Bring Me the Horizon мали різні зацікавлення та походили із різних звучань метал та рок-музики. Метт Ніколлс і Олівер Сайкс мали спільний інтерес до американської металкор-сцени, зокрема таких гуртів, як Norma Jean і Skycamefalling, і відвідували місцеві хардкор-панк-шоу. Пізніше вони зустріли гітариста Лі Малію, який розповідав їм про своє захоплення треш-металом і мелодійними дез-метал-гуртами, такими як Metallica та At the Gates; Малія також був учасником триб'ют-гурту Metallica до зустрічі з парою друзів. Для назви гурт взяв за основу, фразу, з фільму Пірати Карибського моря: Прокляття «Чорної перлини», яку виголосив капітан Джек Горобець: «Now… Bring me that horizon». Після простої заміни «that» на «the», Bring Me The Horizon стало офіційною назвою гурту. В створенні гурту Оліверу допоміг його батько.

### Count Your Blessings(2006—2007)
В даний час вони підписали контракт з лейблом Epitaph Records, але спочатку група підписала контракт з лейблом Thirty Days of Night Records. Група також має контракти з RCA Records (США) і Shock Records (Австралія). У минулому виступали з такими групами, як Lostprophets, The Blackout, Killswitch Engage і The Haunted. У березні та квітні 2007 року BMTH здійснили тур по Великій Британії з гуртом I Killed the Prom Queen. Вони також грали на Download Festival 2007 з Iron Maiden, Slayer та іншими.

### Suicide Seasonі відхід Варда (2008—2009)
Bring Me The Horizon записали другий студійний альбом на початку 2008 року. У квітні і травні вони були у Швеції, записуючи альбом. Альбом вийшов 29 вересня 2008. Suicide Season повністю відрізняється від попереднього альбому Count Your Blessings, що мав більше металкору, як в дебютному EP This Is What The Edge Of Your Seat Was Made For.
Група зробила свій перший тур по США як хедлайнер, так само як і у 2008 Warped Tour. Bring Me The Horizon також виступали з Mindless Self Indulgence, In Case Of Fire та Black Tide на Kerrang і Relentless у 2009 році в турі по Великій Британії. Під час туру по Північній Америці вони виступали з Thursday, Cancer Bats, Four Year Strong і Pierce the Veil на Taste of Chaos 2009.
Кертіса замінив Джона Вейнхофен, що грав до цього в таких групах як Bleeding Through і I Killed the Prom Queen. З новим гітаристом група записала свій третій студійний альбом There Is a Hell, Believe Me I've Seen It. There Is a Heaven, Let's Keep It a Secret. Альбом був виданий 4 жовтня 2010. 2011 року група була номінована три категорії Independent Music Awards.
Альбом, що отримав назву Sempiternal, вийшов 1 квітня 2013 в Європі на лейблі Radio Corporation of America і на один день пізніше в Північній Америці на Epitaph Records.

### That's the Spirit(2015—2017)
Наприкінці червня гурт почав рекламувати зображення символу парасольки, який використовувався як татуювання, а також на наклейках і плакатах по всій Англії, Сполучених Штатах, Австралії та Європі; пізніше він був використаний для рекламної обкладинки для першого синглу з альбому. 11 вересня 2015 року вийшов альбом That’s the Spirit.

### Amo(2018—2019)
25 січня 2019 року вийшов альбом amo.

### Post Human: Survival Horror та Nex Gen(2020—дотепер)
30 жовтня 2020 року вийшов міні-альбом Post Human: Survival Horror.
22 грудня 2023 року стало відомо, що клавішник Джордан Фіш покидає гурт.

## Учасники гурту

Bring Me the Horizon під час виступу на Rock im Park у 2016
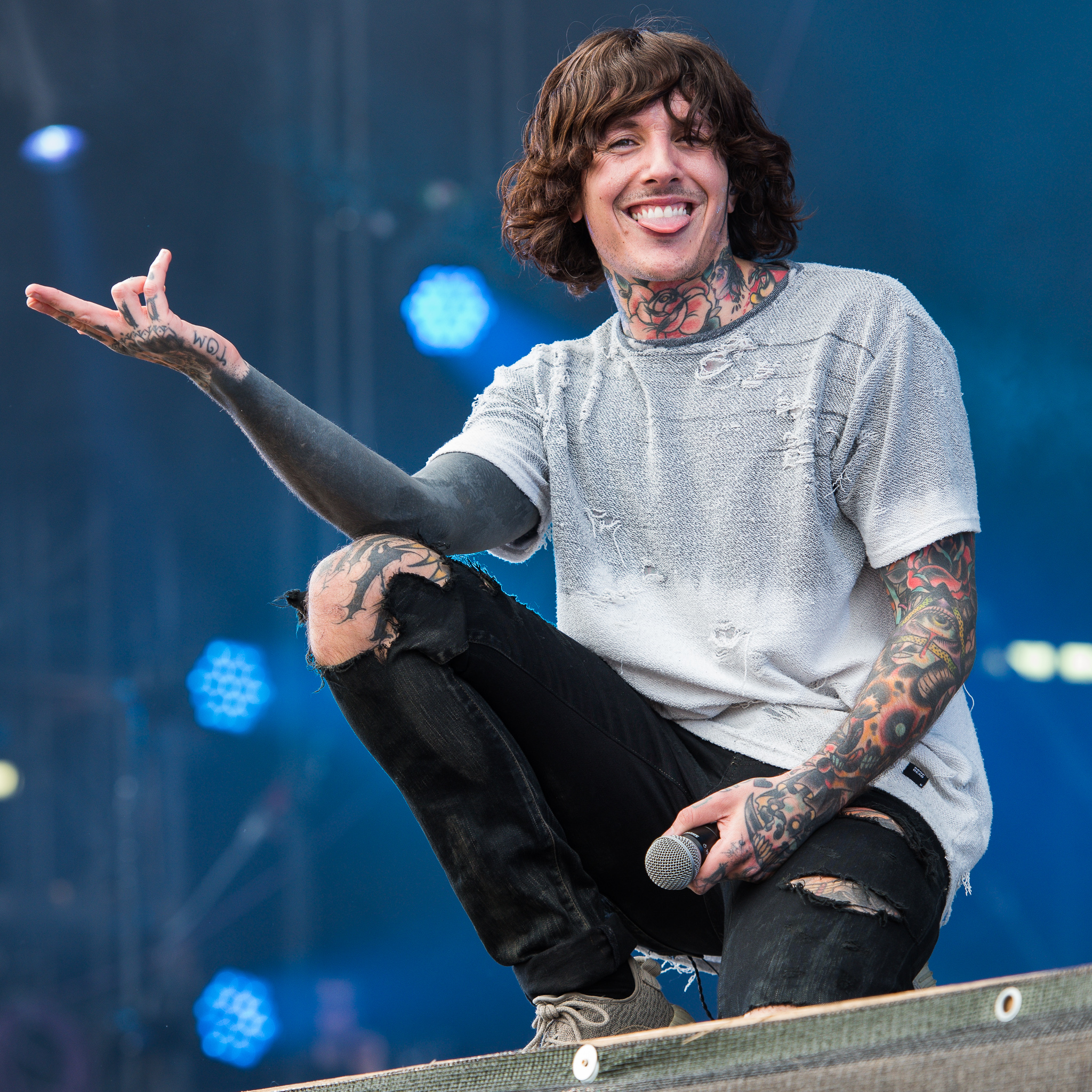
Олівер Сайкс
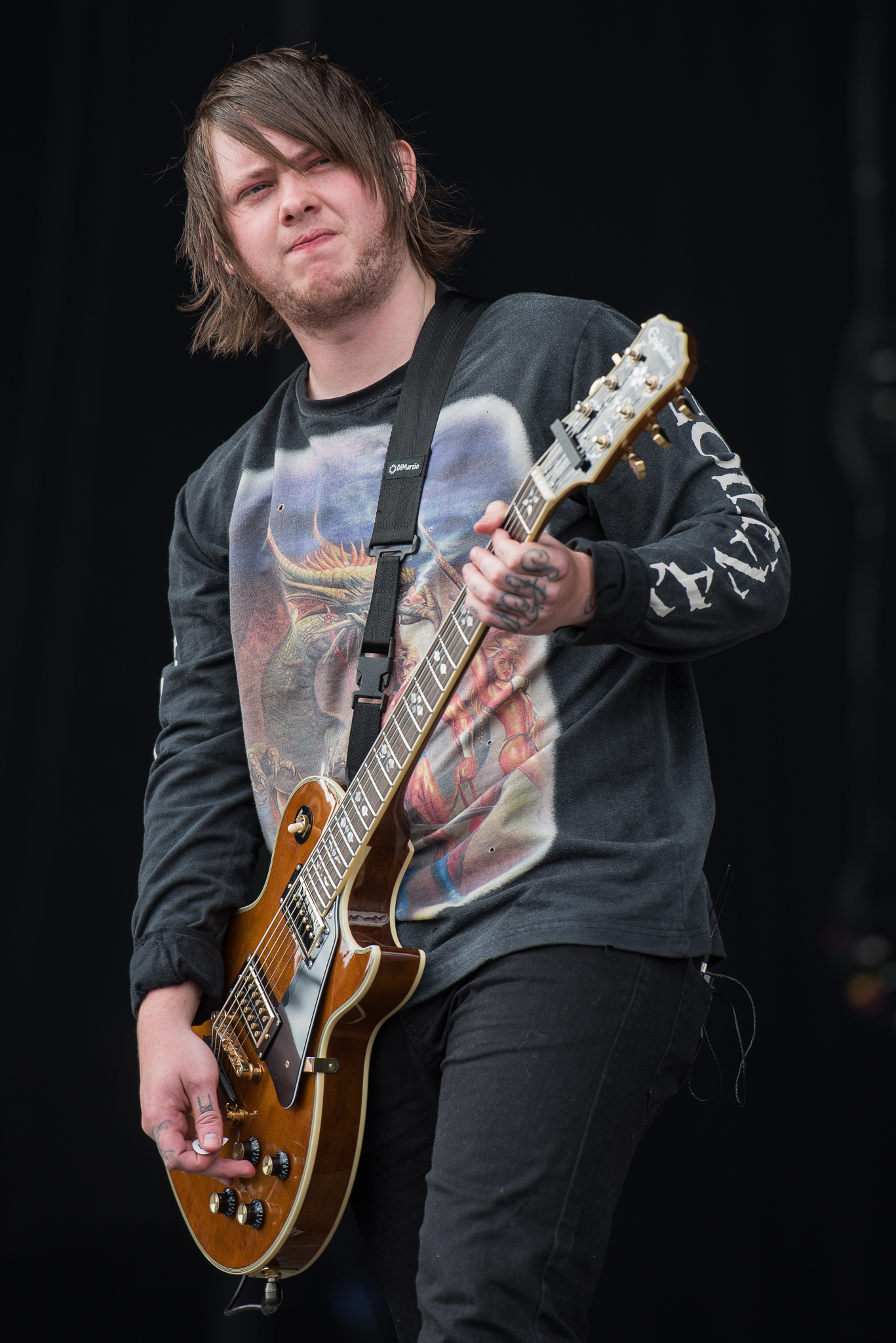
Лі Малія
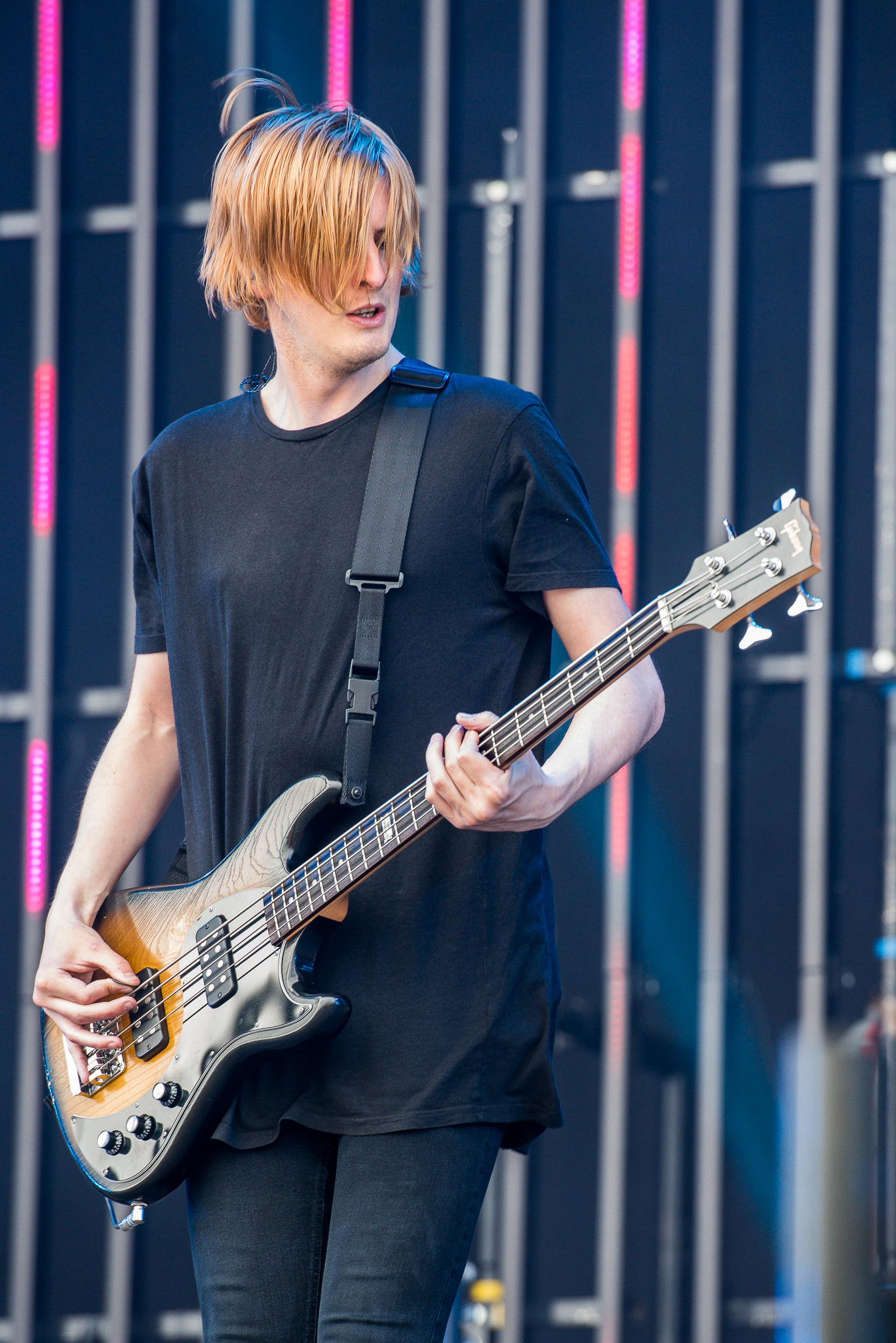
Метт Кін
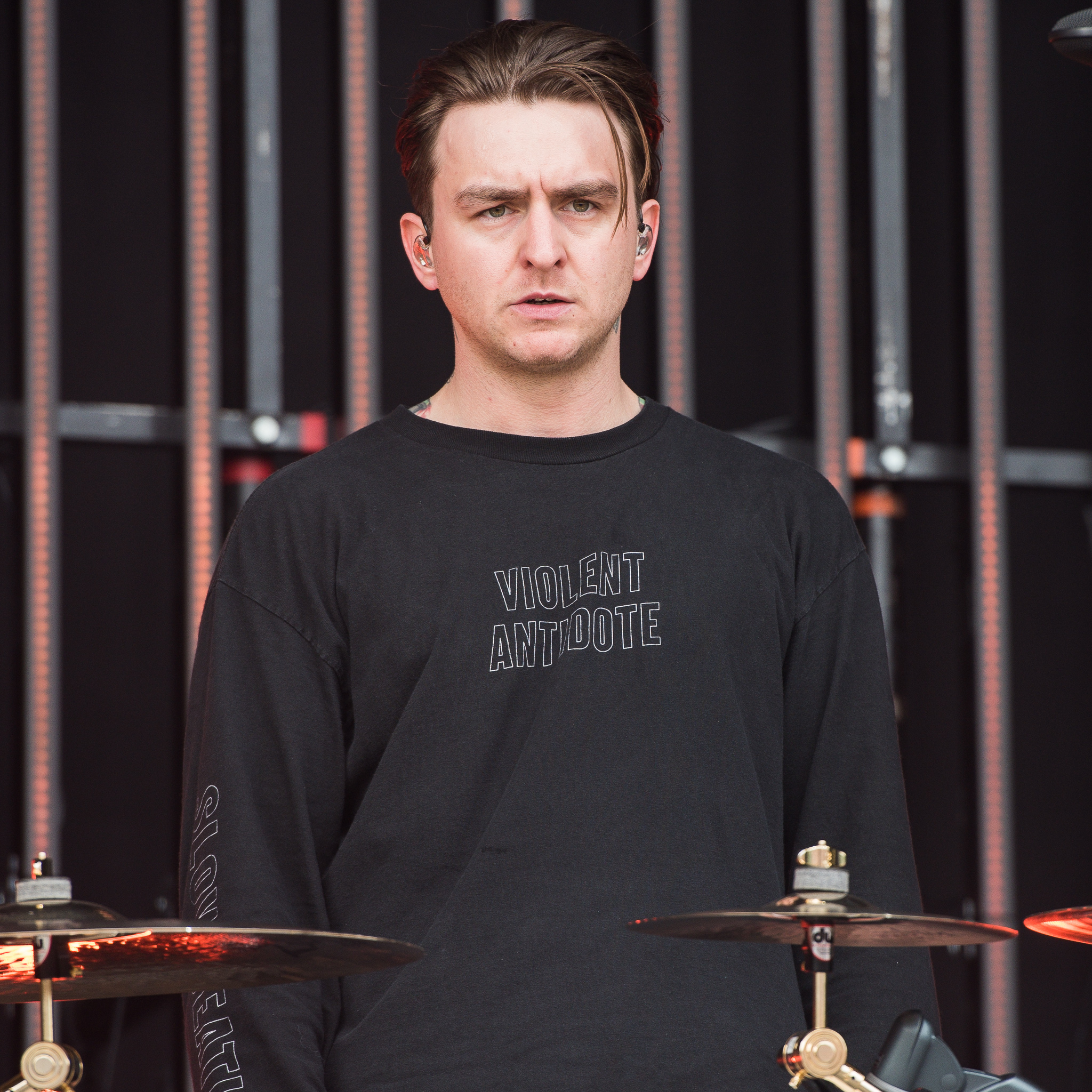
Метт Ніколс
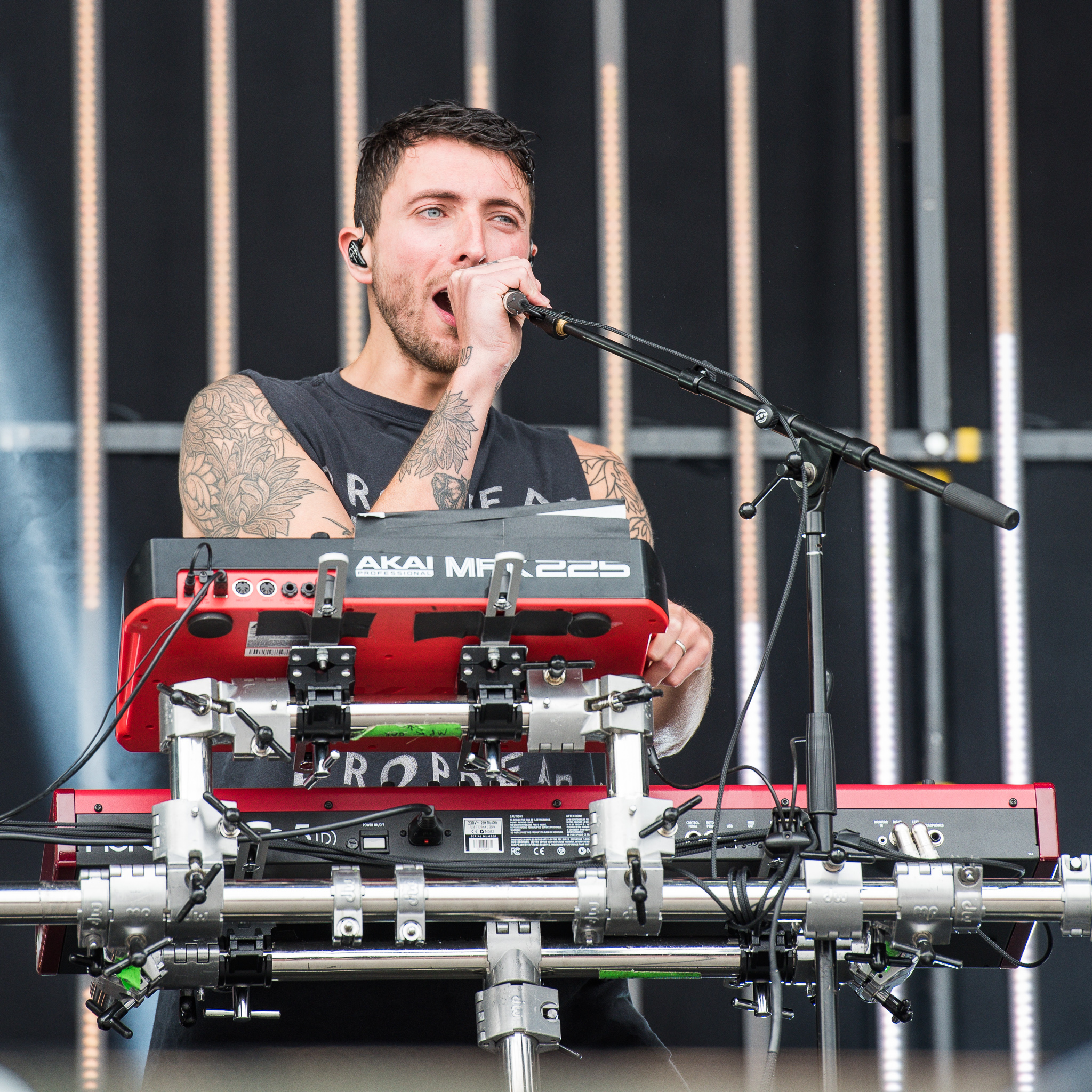
Джордан Фіш

| Теперішні учасники - Олівер Сайкс — вокал - Лі Малія — соло-гітара (2004—дотепер); ритм-гітара (2013—дотепер) - Метт Кін — бас-гітара (2004—дотепер) - Метт Ніколс — ударні (2004—дотепер) - Джордан Фіш — клавішні, перкусія, бек-вокал (2012—дотепер) Концертні учасники - Джон Джонс — ритм-гітара, бек-вокал (2014—дотепер) | Колишні учасники - Кертіс Вард — ритм-гітара (2004—2009) - Джона Вейнгофен — ритм-гітара, клавішні, бек-вокал (2009—2013) Колишні концертні учасники - Дін Роуботам — ритм-гітара (2009) - Робін Урбіно — ритм-гітара (2013) - Тім Хілліер-Брук — ритм-гітара (2013) - Брендан Макдональд — ритм-гітара, бек-вокал (2013—2014) |

Шкала часу

## Дискографія

### Студійні альбоми
- Count Your Blessings (2006)
- Suicide Season (2008)
- There Is a Hell, Believe Me I've Seen It. There Is a Heaven, Let's Keep It a Secret. (2010)
- Sempiternal (2013)
- That's the Spirit (2015)
- amo (2019)
- Post Human: Nex Gen (2024)

### Міні-альбоми
- This Is What the Edge of Your Seat Was Made For (2004)
- Suicide Season: Cut Up (2009)
- The Chill Out Sessions (2012)
- Music to Listen To… (2019)
- Post Human: Survival Horror (2020)

## Сингли
| Рік  | Назва                                     | Позиції в чартах | Позиції в чартах | Позиції в чартах | Позиції в чартах | Позиції в чартах | Позиції в чартах | Позиції в чартах | Позиції в чартах | Альбом                                                                               |
| Рік  | Назва                                     | UK               | UK Rock          | US Main.         | US Rock          | AUS              | AUT              | BEL              | GER              | Альбом                                                                               |
| ---- | ----------------------------------------- | ---------------- | ---------------- | ---------------- | ---------------- | ---------------- | ---------------- | ---------------- | ---------------- | ------------------------------------------------------------------------------------ |
| 2004 | «Traitors Never Play Hangman»             | —                | —                | —                | —                | —                | —                | —                | —                | This Is What the Edge of Your Seat Was Made For                                      |
| 2007 | «Pray for Plagues»                        | —                | —                | —                | —                | —                | —                | —                | —                | Count Your Blessings                                                                 |
| 2008 | «For Stevie Wonder's Eyes Only (Braille)» | —                | —                | —                | —                | —                | —                | —                | —                | Count Your Blessings                                                                 |
| 2008 | «The Comedown»                            | —                | —                | —                | —                | —                | —                | —                | —                | Suicide Season                                                                       |
| 2009 | «Chelsea Smile»                           | —                | —                | —                | —                | —                | —                | —                | —                | Suicide Season                                                                       |
| 2009 | «Diamonds Aren't Forever»                 | —                | —                | —                | —                | —                | —                | —                | —                | Suicide Season                                                                       |
| 2009 | «The Sadness Will Never End»              | —                | —                | —                | —                | —                | —                | —                | —                | Suicide Season                                                                       |
| 2010 | «It Never Ends»                           | 103              | 3                | —                | —                | —                | —                | —                | —                | There Is a Hell, Believe Me I've Seen It. There Is a Heaven, Let's Keep It a Secret. |
| 2010 | «Anthem»                                  | —                | —                | —                | —                | —                | —                | —                | —                | There Is a Hell, Believe Me I've Seen It. There Is a Heaven, Let's Keep It a Secret. |
| 2011 | «Blessed with a Curse»                    | —                | 9                | —                | —                | —                | —                | —                | —                | There Is a Hell, Believe Me I've Seen It. There Is a Heaven, Let's Keep It a Secret. |
| 2011 | «Visions»                                 | —                | —                | —                | —                | —                | —                | —                | —                | There Is a Hell, Believe Me I've Seen It. There Is a Heaven, Let's Keep It a Secret. |
| 2011 | «Alligator Blood»                         | —                | —                | —                | —                | —                | —                | —                | —                | There Is a Hell, Believe Me I've Seen It. There Is a Heaven, Let's Keep It a Secret. |
| 2013 | «Shadow Moses»                            | 82               | 2                | —                | —                | —                | —                | —                | —                | Sempiternal                                                                          |
| 2013 | «Sleepwalking»                            | 122              | 3                | 14               | —                | —                | —                | —                | —                | Sempiternal                                                                          |
| 2013 | «Can You Feel My Heart»                   | —                | 5                | 26               | 39               | —                | —                | —                | —                | Sempiternal                                                                          |
| 2013 | «Go to Hell, for Heaven's Sake»           | —                | —                | 22               | —                | —                | —                | —                | —                | Sempiternal                                                                          |
| 2014 | «Drown»                                   | 17               | 1                | 20               | 11               | 27               | 63               | 80               | 90               | Non-album single                                                                     |

## Відеографія
| Рік                                                  | Назва                                     | Альбом                                                                               | Продюсер                                              | Тип          | Посилання                                         |
| ---------------------------------------------------- | ----------------------------------------- | ------------------------------------------------------------------------------------ | ----------------------------------------------------- | ------------ | ------------------------------------------------- |
| 2006                                                 | «Traitors Never Play Hangman»             | This Is What the Edge of Your Seat Was Made For                                      | -                                                     | Живий виступ | [Архівовано 13 листопада 2014 у Wayback Machine.] |
| 2007                                                 | «Pray for Plagues»                        | Count Your Blessings                                                                 | Popcore film and Kenny Lindström                      | Кліп         | [Архівовано 12 березня 2015 у Wayback Machine.]   |
| 2008                                                 | «For Stevie Wonder's Eyes Only (Braille)» | Count Your Blessings                                                                 | Perrone Salvatoreα                                    | Живий виступ | [Архівовано 8 березня 2015 у Wayback Machine.]    |
| 2008                                                 | «The Comedown»                            | Suicide Season                                                                       | Adam Powellα                                          | Кліп         | [Архівовано 14 січня 2015 у Wayback Machine.]     |
| 2009                                                 | «Chelsea Smile»                           | Suicide Season                                                                       | Adam Powellα                                          | Кліп         | [Архівовано 31 січня 2015 у Wayback Machine.]     |
| 2009                                                 | «Diamonds Aren't Forever»                 | Suicide Season                                                                       | Khaled Loweα                                          | Tour footage | [Архівовано 29 січня 2015 у Wayback Machine.]     |
| 2009                                                 | «The Sadness Will Never End»              | Suicide Season                                                                       | Adam Powellα                                          | Narrative    | [Архівовано 25 травня 2015 у Wayback Machine.]    |
| 2010                                                 | «It Never Ends»                           | There Is a Hell, Believe Me I've Seen It. There Is a Heaven, Let's Keep It a Secret. | Jakob Printzlau                                       | Narrative    | [Архівовано 8 березня 2015 у Wayback Machine.]    |
| 2011                                                 | «Anthem»                                  | There Is a Hell, Believe Me I've Seen It. There Is a Heaven, Let's Keep It a Secret. | Shane Davey                                           | Кліп         | [Архівовано 12 травня 2014 у Wayback Machine.]    |
| 2011                                                 | «Blessed with a Curse»                    | There Is a Hell, Believe Me I've Seen It. There Is a Heaven, Let's Keep It a Secret. | Toxic [Архівовано 21 лютого 2015 у Wayback Machine.]α | Кліп         | [Архівовано 3 грудня 2014 у Wayback Machine.]     |
| 2011                                                 | «Visions»                                 | There Is a Hell, Believe Me I've Seen It. There Is a Heaven, Let's Keep It a Secret. | Jakob Printzlau                                       | Performance  | [Архівовано 22 червня 2015 у Wayback Machine.]    |
| 2011                                                 | «Alligator Blood»                         | There Is a Hell, Believe Me I've Seen It. There Is a Heaven, Let's Keep It a Secret. | Stuart Birchallα                                      | Narrative    | [Архівовано 10 червня 2015 у Wayback Machine.]    |
| 2013                                                 | «Shadow Moses»                            | Sempiternal                                                                          | A Nice Idea Everyday α                                | Narrative    | [Архівовано 12 січня 2015 у Wayback Machine.]     |
| 2013                                                 | «Sleepwalking»                            | Sempiternal                                                                          | A Nice Idea Everyday α                                | Narrative    | [Архівовано 7 квітня 2015 у Wayback Machine.]     |
| 2013                                                 | «Go to Hell, for Heaven's Sake»           | Sempiternal                                                                          | Danny Toddα                                           | Кліп         | [Архівовано 7 грудня 2014 у Wayback Machine.]     |
| 2013                                                 | «Can You Feel My Heart»                   | Sempiternal                                                                          | Danny Toddα                                           | Кліп         | [Архівовано 4 березня 2015 у Wayback Machine.]    |
| 2014                                                 | «Drown»                                   | Безальбомний                                                                         | Jacob Printzlauα                                      | Кліп         | [Архівовано 10 січня 2015 у Wayback Machine.]     |
| ↑ =На які посилається в описі цього відео посилання. |                                           |                                                                                      |                                                       |              |                                                   |